# Genroku
Genroku (japanisch 元禄) ist eine japanische Ära (Nengō). Der Name der Ära fiel mit der Regierung von Kaiser Higashiyama zusammen und dauerte von 1688 bis 1704 innerhalb der Edo-Zeit.

## Übersicht
Die Genroku-Ära folgte auf die Jokyo-Ära (貞享), sie begann am 30. September 1688 und endete 1704. Der Wechsel erfolgte im Zusammenhang mit der Thronbesteigung von Kaiser Higashiyama. Sie wurde benannt nach den Quellwerken Sōshi-shi (宋史志, „Geschichte der Song Zeit“) und Monzen (文選).

## Ereignisse
Der Shogun des Edo-Shogunats während der Genroku-Ära war Tokugawa Tsunayoshi. Im selben Jahr blühte vor allem in Kyōto eine reife Kultur auf, die „Genroku-Kultur“ genannt wird. Das Studium des Konfuzianismus verstärkte sich, ebenso das Studium der chinesischen Kultur. Es war die Zeit des Beginns der klassischen Literatur Japans, was als Kokugaku in die Geschichte einging. Es war auch die Zeit des Wiederaufblühens der Tosa-Schule in der Malerei mit der Übernahme von Stilelementen der chinesisch-orientierten Kanō-Schule und der Entstehung der Rimpa-Schule. 
- 1688 schrieb Ihara Saikaku das Buke Giri Monogatari („Geschichten von der Ehre der Samurai“), und Nippon Eitaigura („Das ewige Schatzhaus Japans“).

- 1688 wurde Yanagisawa Yoshiyasu (1659–1714) von Tsunayoshi zum Großen Kammerherrn (側用人, Sobayōnin) ernannt.

- Im folgenden Jahr begab sich Matsuo Bashō auf eine Reise entlang des Weges in den Norden, den er als Oku no Hosomichi beschrieb.

- 1701 traf Asano Naganori (浅野 長矩; 1657–1701), Takumi no kami (内匠頭), der Herr der Ako-Domäne, auf Kira Yoshinaka (1641–1703) im Kiefernkorridor (松の廊下) der Burg Edo. Es kam zu einem Vorfall, bei dem Kira eine Messerwunde erlitt. Asano musste Seppuku begehen. Dies führte im Dezember des folgenden Jahres zu einem Angriff von Ako-Samurai auf die Kira-Residenz.

- 1703 kam es zum schweren Genroku-Erdbeben.